# 龙傲天
龙傲天是網路上對各種作品中某類角色（通常是主角）的戲謔稱呼，多用于讽刺一些小说中的主角，那些不用努力，一出场就天下无敌，可以轻松戰胜對手的角色。這種稱呼帶有調侃或諷刺性，很多時候可能也帶有輕微貶意，認為該作品有陳腔濫調的嫌疑。出自电视剧《少年包青天Ⅲ之天芒传奇》第九集39:42时间段的展昭与公孙策对话。